# Jacques Sarazin

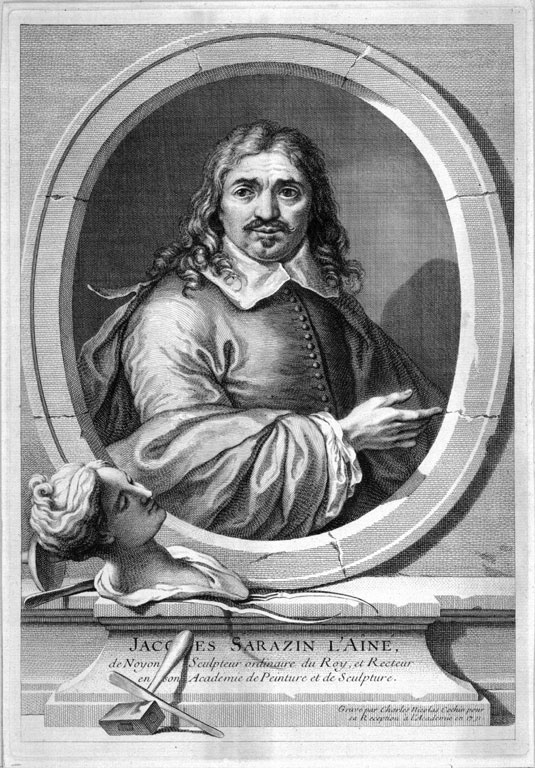
Jacques Saracin, grabado de Charles-Nicolas Cochin para su recepción en la Academia.

Jacques Sarazin o Sarrazin (Noyon, 1592-París, 3 de diciembre de 1660) fue un escultor francés del barroco.

## Biografía
De 1610 a 1627 se formó en Roma con el escultor de madera francés Jean Languille y frecuentó artistas barrocos como el pintor bolonés Domenico Zampieri o el flamenco François Duquesnoy.
Se casó en 1631 con la sobrina del pintor Simon Vouet, bajo la dirección del cual trabajará durante una decena de años. Después de la Fronda, Sarazin participa en los trabajos del palacio del Louvre y dirigirá su decoración de 1639 a 1642.
En 1648, Jacques Sarrazin fue uno de los cofundadores de la Real Academia de Pintura y Escultura, que dirigió desde 1654 hasta 1660.

## Obras
- Museo del Louvre
  - Vierge à l’Enfant, relieve, medallón oval, mármol
  - La Vierge et l’Enfant, estatuaria, terracota patinada[1]
  - Sainte famille, bajorrelieve, mármol
  - La Douleur, relieve, medallón oval, mármol
  - Sobre un pedestal de Armand-Louis Solignon, llamado Armand (Paris, 1654 - Paris, 1715) y de Nicolas Montéant (conocido de 1688 a 1723), Les Enfants à la chèvre (1640), grupo, mármol[2]
  - Monument du cœur du cardinal Pierre de Bérulle (1657), mármol[3]
  - Reliefs du monument du cœur de Louis XIII, relieves, mármol[4]
  - Saint Pierre repentant y Sainte Marie Madeleine, statuettes, mármol[5]
  - Deux groupes de deux cariatides, bocetos, terracota: bocetos para las cariatides del pavillon de l'Horloge du Louvre[6]
  - Philippe de Buyster, Gilles Guérin, Thibaut Poissant  (a partir de los dibujos de Jacques Sarrazin), Quatre paires de cariatides (1639 - 1645),  piedra, frontón du pavillon de l’Horloge del palacio del Louvre

- Assomption de la Vierge y Anges del retablo de la iglesia de San Nicolás de los Campos de Paris (1629).
- Dos ángeles de plata del monumento del corazón de Luis XIII en el coro de la iglesia de San Luis de los jesuitas (hoy Église Saint-Paul-Saint-Louis) en París (1645).

- Château de Versailles y de Trianon, conjunto de bustos de los apóstoles en terracota  (1645 - 1650);
- Bajo la dirección de Simon Vouet, decoración del château de Wideville (1635), Crespières
- Bajo la dirección de Simon Vouet, decoración del château de Chantemerle (1637)
- Bronces del monumento du cœur de Henri II, príncipe de Condé, en Chantilly (1648)
- Decoración del château de Maisons, una realización de François Mansart
- Cristo en la Cruz, realizado en terracota , hacia 1660. Clasificado en el inventario de monumentos históricos el 30 de marzo de 1904, fue instalado en 1818 en la capilla de la de la casa real de Saint Louis en Saint-Cyr, cerca de Versalles. Después de haber escapado a los bombardeos aliados del 23 de julio de 1944, se incorporó al museo de la memoria de Écoles de Saint-Cyr Coëtquidan en 1964. Situada inicialmente en el oratorio de los estudiantes, se colocó en la capilla de St. Paul en su apertura en 1969.[7]